# Wilhelm von Beetz
Wilhelm von Beetz, född 27 mars 1822 i Berlin, död 22 januari 1886 i München, var en tysk fysiker.
Beetz var först docent vid Berlins universitet, sedermera professor vid militära undervisningsanstalter i samma stad. År 1855 blev han professor vid universitetet i Bern, 1858 i Erlangen samt 1868 professor i fysik vid Polytechnikum i München, för vilket han 1874-77 var direktor. Han adlades 1876 och invaldes samma år som utländsk ledamot av svenska Vetenskapsakademien.
Beetz skrev ganska många vetenskapliga arbeten, bland vilka de viktigaste behandlar gasstaplars elektromotoriska kraft (1853), den galvaniska polarisationen (1873), åtskilliga kroppars elektriska ledningsförmåga (1878) och magnetiska företeelser (1858 och 1868). Större betydelse hade emellertid hans lärareverksamhet. Hans Leitfaden der Physik utgavs 1893 i elfte upplagan. Han utgav även en annan lärobok: Grundzüge der Elektricitätslehre (1878).